# نابودگر ۲ (فیلم ۱۹۸۴)
نابودگر ۲ (به انگلیسی: Exterminator 2) یک فیلم اکشن و دلهره‌آور آمریکایی محصول سال ۱۹۸۴ به نویسندگی و کارگردانی مارک بونتزمن با بازی رابرت گینتی، ماریو فن پیبلز و دبورا گفنر، با نقش آفرینی آری گروس در اولین نقش خود و جان تورتورو است. این فیلم دنباله‌ای بر فیلم نابودگر (فیلم ۱۹۸۰) است.
این فیلم نقدهای منفی از منتقدان دریافت کرد. دارای امتیاز ۰٪ در راتن تومیتوز بر اساس ۵ نقد است. در گیشه هم ناکام بود و تبدیل به بمب گیشه شد.